# Fußball-Verbandspokal 2023/24 (Frauen)
Über den Fußball-Verbandspokal 2023/24 werden die Teilnehmer der 21 Landesverbände des DFB am DFB-Pokal der Frauen 2024/25 ermittelt. Die Sieger der Verbandspokale sind zur Teilnahme an der ersten Runde des DFB-Pokals berechtigt. Zweite und dritte Mannschaften dürfen nicht am DFB-Pokal teilnehmen. Sollte ein Aufsteiger in die 2. Bundesliga den Verbandspokal gewonnen haben, rückt der unterlegene Finalist nach.

## Endspielergebnisse
Die Tabelle gibt eine Übersicht über die Verbandspokal-Endspiele der Saison 2023/24. Die Mannschaft, die sich für den DFB-Pokal qualifiziert hat, ist fett dargestellt. Die Abkürzungen hinter den Vereinsnamen stehen für die Spielklassenzuordnung der gleichen Saison: RL = Regionalliga; OL = Oberliga; VL = Verbandsliga; LL = Landesliga; KL = Kreisliga. Die folgende römische Zahl gibt die Ligenebene an. Bei der drittklassigen Regionalliga wird darauf verzichtet.
| Verband / Pokal                           | Termin   | Sieger                           | Ergebnis              | Finalist                                | Ort               | Stadion                           |
| ----------------------------------------- | -------- | -------------------------------- | --------------------- | --------------------------------------- | ----------------- | --------------------------------- |
| Baden Sport-Lines Pokal der Frauen        | 1. Mai   | Karlsruher SC (RL)               | 3:2 n. V.             | TSV Neckarau (OL / IV)                  | Karlsruhe         | Oberwaldstadion                   |
| Bayern BFV-Verbandspokal                  | 8. Juni  | 1. FC Nürnberg II (LL / V)       | 5:3                   | FC Forstern 1 (OL / IV)                 | Nürnberg          | Sportanlage Bertolt-Brecht-Schule |
| Berlin Polytan-Pokal                      | 19. Mai  | 1. FC Union Berlin (RL)          | 2:1 n. V.             | FC Viktoria Berlin 4 (RL)               | Berlin            | Volksparkstadion Mariendorf       |
| Brandenburg AOK-Landespokal               | 1. Juni  | BSG Stahl Brandenburg (LL / IV)  | 2:1 n. V.             | FSV Babelsberg 74 (LL / IV)             | Ludwigsfelde      | Waldstadion                       |
| Bremen Lotto-Pokal der Frauen             | 24. Mai  | ATS Buntentor (RL)               | 6:1                   | SC Borgfeld (VL / IV)                   | Bremen            | Marko Mock Arena                  |
| Hamburg Lotto-Pokal der Frauen            | 2. Juni  | FC St. Pauli (RL)                | 6:0                   | SC Victoria Hamburg (OL / IV)           | Hamburg           | Stadion Hoheluft                  |
| Hessen Hessenpokal                        | 9. Juni  | Kickers Offenbach (RL)           | 3:0                   | FSV Hessen Wetzlar (RL)                 | Offenbach am Main | Sportzentrum Rosenhöhe            |
| Mecklenburg-Vorpommern Polytan-Cup        | 1. Mai   | Hansa Rostock (VL / IV)          | 1:1 n. V. (4:3 i. E.) | TSV 1860 Stralsund (VL / IV)            | Rostock           | Volksstadion                      |
| Mittelrhein Ford-Pokal                    | 30. Mai  | Fortuna Köln (RL)                | 2:1                   | Alemannia Aachen (RL)                   | Düren             | Bertram-Möthrath-Stadion          |
| Niederrhein ARAG-Niederrheinpokal         | 9. Mai   | VfR Warbeyen (RL)                | 4:1                   | Blau-Weiß Mintard (VL / IV)             | Mülheim           | Durch die Aue                     |
| Niedersachsen AOK NFV Pokal               | 1. Juni  | Rot-Weiß Göttingen (OL / IV)     | 1:0                   | TSG Burg Gretesch (OL / IV)             | Barsinghausen     | August-Wenzel-Stadion             |
| Rheinland Rheinlandpokal                  | 15. Juni | TuS Issel (RL)                   | 1:0                   | SC 13 Bad Neuenahr (RL)                 | Bitburg           | Stadion Ost                       |
| Saarland Wasgau C+C Frauen Saarland-Pokal | 9. Mai   | SV Elversberg (RL)               | 1:0                   | 1. FC Saarbrücken (RL)                  | Riegelsberg       | Sportplatz Riegelsberg            |
| Sachsen Sachsenpokal (2023/24)            | 1. Mai   | RasenBallsport Leipzig II (RL)   | 5:0                   | SV Eintracht Leipzig-Süd (LL / IV) 2    | Flöha             | Auenstadion                       |
| Sachsen-Anhalt Polytan FSA-Pokal          | 1. Mai   | Magdeburger FFC (RL)             | 6:0                   | SV Blau-Weiß Dölau (LL / V)             | Bernburg          | Sparkassen-Arena                  |
| Schleswig-Holstein SHFV-Lotto-Pokal       | 8. Mai   | Kieler MTV (OL / IV)             | 1:1 n. V. (5:4 i. E.) | SV Henstedt-Ulzburg (RL)                | Büdelsdorf        | Eiderstadion                      |
| Südbaden SBFV-Verbandspokal               | 20. Mai  | Hegauer FV (OL / IV)             | 4:4 n. V. (4:1 i. E.) | SG Gengenbach/Zell/Fischerbach (VL / V) | Engen             | Hegaustadion                      |
| Südwest Frauen-Verbandspokal Südwest      | 30. Mai  | 1. FSV Mainz 05 (RL)             | 1:0 n. V.             | SC Siegelbach 4 (RL)                    | Römerberg         | Platz des FV Berghausen           |
| Thüringen Thüringenpokal                  | 16. Juni | FC Carl Zeiss Jena II (RL)       | 3:1                   | 1. FFV Erfurt (RL) 3                    | Weimar            | Stadion Lindenberg                |
| Westfalen Westfalenpokal (2023/24)        | 30. Mai  | DJK Wacker Mecklenbeck (VL / IV) | 0:0 (5:4 i. E.)       | Arminia Bielefeld (RL)                  | Münster           | Sportanlage Mecklenbeck           |
| Württemberg Sport-Lines wfv-Pokal         | 9. Mai   | VfB Stuttgart (OL / IV)          | 3:0                   | SV Hegnach (RL)                         | Waiblingen        | VfL-Stadion                       |